# Масинге, Арсения
Арсения Фелисидаде Феликс Масинге (порт. Arsenia Massingue;  – мозамбикский политический и государственный деятель.
Член партии ФРЕЛИМО.
Занимала должность начальника полиции провинции Иньямбане, Маника и Нампула. Затем работала директором Национальной иммиграционной службы (SENAMI).
C 15 ноября 2020 по 29 августа 2023 года занимала пост министра внутренних дел Мозамбика. Первая женщина в истории Мозамбика, занявшая пост министра внутренних дел. Первая женщина, которая спустя 39 лет после основания Полиции Республики Мозамбик – генерал полиции.